# ديميتري ياشين (لاعب كرة قدم)
ديميتري ياشين (الروسية: Дмитрий Валерьевич Яшин) هو لاعب كرة قدم روسي في مركز الدفاع، ولد في 25 أبريل 1993 في بوخفيستنيفو في روسيا. لعب مع توربيدو جودينو ونادي أحمد غروزني ونادي جاندجاسر كابان.

## وصلات خارجية
- ديميتري ياشين (لاعب كرة قدم) على موقع قاعدة بيانات كرة القدم.إي يو (الإنجليزية)
- ديميتري ياشين (لاعب كرة قدم) على موقع Soccerway.com (الإنجليزية)